# Flosshilda
Flosshilda is een geslacht van halfvleugeligen uit de familie Aphrophoridae. De wetenschappelijke naam van dit geslacht is voor het eerst geldig gepubliceerd in 1900 door Kirkaldy.

## Soorten
Het geslacht Flosshilda omvat de volgende soorten:
- Flosshilda albigera (Stål, 1866)
- Flosshilda albipes (Stål, 1866)
- Flosshilda carinata (Stål, 1870)
- Flosshilda crassipes (Stål, 1870)
- Flosshilda furcata Lallemand, 1922
- Flosshilda spumarioides Blöte, 1957
- Flosshilda translucida Lallemand, 1922